# Eksperyment 500 szkół
Eksperyment 500 szkół – eksperyment pedagogiczny, którego celem było sprawdzenie praktycznego zastosowania nowego planu nauczania w 10-letnich szkołach ogólnokształcących w Rosyjskiej Federacyjnej Socjalistycznej Republice Radzieckiej. Eksperyment przeprowadzany był w latach 1956–1958 i obejmował swoim zasięgiem 585 szkół RFSRR.
Projekt przewidywał wprowadzenie nowych przedmiotów i zajęć rozszerzających zakres wykształcenia technicznego. Był on przeprowadzany w formie naturalnej, a polegał na zaznajomieniu młodzieży m.in. z ważnymi dziedzinami produkcji przemysłowej, wyrobieniu politechnicznych nawyków pracy oraz zapewnieniu uczniom szerszej specjalizacji produkcyjnej.
W wyniku eksperymentu – prowadzonego przez Akademię Nauk Pedagogicznych RFSRR – rozszerzone plany nauczania wprowadzono do 25% szkół Federacji Rosyjskiej.